# كهف سيتيرغروتا
كهف سيتيرغروتا هو كهف كارستي يقع في وادي Røvassdalen في بلدية رانا في نوردلاند، النرويج. ويبلغ عمق الكهف الإجمالي 50 مترًا، ويبلغ طوله المستكشف 2.4 كيلومترًا. من المحتمل أنه متصل بكهف غرونليغروتا القريب. يحتوي الكهف على أروقة كبيرة ورواسب من أحدث عصر جليدي. تكوّن الكهف منذ 2 إلى 300,000 عام مضى.